# Enter the Slasher House
Enter the Slasher House je první studiové album americké rockové hudební skupiny Slasher Flicks, v jejímž čele stál zpěvák a kytarista Avey Tare ze skupiny Animal Collective. Dále zde hrají baskytaristka a zpěvačka Angel Deradoorian (členka Dirty Projectors) a bubeník Jeremy Hyman (Ponytail). Album bylo vydáno dne 7. dubna 2014 společností Domino Records. První singl, píseň „Little Fang“, vyšla již v únoru téhož roku a server Pitchfork Media ji označil za nejlepší novou píseň. K písni byl rovněž natočen videoklip, jehož režisérkou byla Abigail Portner. Na obalu alba se podílel Rob Carmichael.

## Seznam skladeb
Autorem všech skladeb je Avey Tare.
1. „A Sender“ – 5:36
2. „Duplex Trip“ – 4:20
3. „Blind Babe“ – 3:44
4. „Little Fang“ – 4:12
5. „Catchy (Was Contagious)“ – 3:21
6. „That It Won't Grow“ – 4:28
7. „The Outlaw“ – 5:51
8. „Roses On the Window“ – 6:43
9. „Modern Days E“ – 3:22
10. „Strange Colores“ – 3:00
11. „Your Card“ – 5:08

## Obsazení
- Avey Tare – zpěv, kytara
- Angel Deradoorian – baskytara, zpěv
- Jeremy Hyman – bicí